# Scintille (Gazzelle)
Scintille è un singolo del cantautore italiano Gazzelle, pubblicato il 22 novembre 2018 come terzo estratto dal secondo album in studio Punk.

## Descrizione
Il brano è stato prodotto da Federico Nardelli.

## Video musicale
Il videoclip, pubblicato su YouTube il 22 novembre 2018 e diretto da Lorenzo Silvestri e BENDO, ha per protagonista lo stesso Gazzelle, appoggiato ad un vetro su cui scivolano copiose gocce d'acqua.

## Tracce
1. Scintille – 3:12

## Classifiche
| Classifica (2018) | Posizione |
| ----------------- | --------- |
| Italia            | 62        |